# Stella Kyriakides
Stella Kyriakides (græsk: Στέλλα Κυριακίδου, Stella Kyriakidou; født 10. marts 1956 i Nicosia) er en cypriotisk psykolog og politiker fra det konservative parti Dimokratikos Synagermos ("Demokratisk Samling"), der har været Europa-Kommissær for sundhed og fødevaresikkerhed siden 2019. Hun var formand for Europarådets Parlamentariske Forsamling fra 2017 til 2018 som den første cypriot og den tredje kvinde på posten.

## Uddannelse
Kyriakides har en bachelor i psykolog fra University of Reading i England og en mastergrad i psykolog fra Victoria University of Manchester, England. Hendes mastergrad var om utilpassethed hos børn.

## Erhvervskarriere
Kyriakides arbejdede fra 1976 til 2006 i sundhedsministeriet i Cypern som klinisk psykolog i afdelingen for børne- og ungdomspsykiatri.
I 1999 blev Kyriakides valgt til formand for Først Brystkræft Bevægelsen på Cypern. Fra 2004 til 2006 var hun formand for Europa Donna – The European Breast Cancer Coalition. I 2016 blev hun udnævnt til formand for rådets nationale komité for kræftstrategi.

## Politisk karriere
Kyriakides blev valgt til Repræsentanterne Hus i Cyperns parlament for Dimokratikos Synagermos i Nicosia ved parlamentsvalget i 2006. og var medlem til 2019. Siden 2013 har hun været næstformand for Dimokratikos Synagermos, under formand Nicos Anastasiades.

### Europarådet
Fra 2012 til 2019 var Kyriakides formand for Cyperns delegation til Europarådets Parlamentariske Forsamling (PACE). Fra 2016 til 2018 var hun formand for PACE-udvalget for sociale anliggender, sundhed og regional udvikling. I oktober 2017, efter det spanske medlem Pedro Agramunts tilbagetræden, stillede hun op til formandsposten for PACE og vandt afstemningen i tredje runde mod litaueren Emanuelis Zingeris. Fra 2018 til 2019 var hun repræsentant for PACE i Venedigkommissionen.

### EU-kommissær
Efter valget til Europa-Parlamentet i 2019 nominerede præsident Nicos Anastasiades Kyriakides til at blive Cyperns næste Europa-Kommissær.
I begyndelsen af marts 2020 blev Kyriakides udpeget af formand Ursula von der Leyen til at deltage i en særlig taskforce til at koordinere EU's reaktion på COVID-19-pandemien.

## Privatliv
Kyriakides er gift og har to børn. Hun havde brystkræft i 1996 og 2004.